# Thadeu Ribas Lugarini

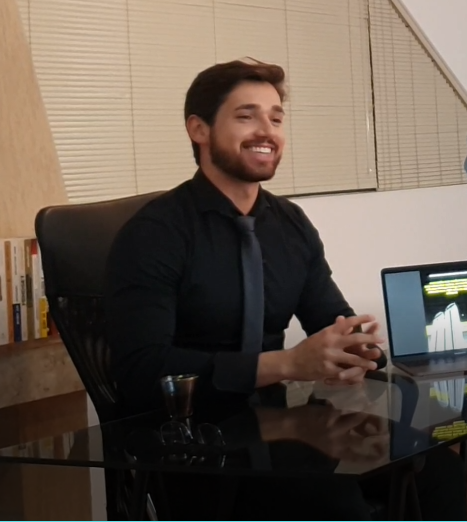
Thadeu Ribas Lugarini durante entrevista com a Editora Mepe

Thadeu Ribas Lugarini (Curitiba, 27 de dezembro de 1996) é engenheiro civil pela Universidade Positivo. Dentre suas publicações, publicou "Estruturas de Concreto Armado: Avaliação dos Parâmetros de Instabilidade Global em Edifícios de Múltiplos Pavimentos em Concreto Armado com Inclusão de Núcleos Rígidos" (Mepe, 2020).

## Biografia
Nascido em Curitiba, embora tenha residido na cidade de Campo Largo (Paraná), Thadeu Ribas Lugarini é bacharel em Engenharia Civil pela Universidade Positivo (2019) e publicou seu primeiro livro aos 23 anos (2020).

## Publicações
- Estrutura de Concreto Armado: Avaliação dos Parâmetros de Instabilidade Global em Edifícios de Múltiplos Pavimentos em Concreto Armado com Inclusão de Núcleos Rígidos (2020) ISBN 978-65-80712-03-8
- Resultados das Pesquisas e Inovações na Área das Engenharias (2020) com outros autores ISBN 978-65-86002-21-8[2]